# Firefall
Firefall — многопользовательская командная онлайновая компьютерная игра в жанре шутера от первого/третьего лица. Разрабатывалась компанией Red 5 Studios, основанной в 2005 году Марком Керном, который возглавлял команду World of Warcraft. Распространялась по модели Free-to-play с онлайн-магазином. Игра была закрыта 7 июля 2017 года .

## Сюжет
В Солнечную систему залетел астероид из межзвездного пространства. Его путь пролегал в непосредственной близости от Земли, и в результате сочетания нескольких факторов астероид разрушился, а его обломки вышли на снижающуюся орбиту вокруг нашей планеты. Падение обломков продолжалось в течение нескольких месяцев, нанеся огромный ущерб всей цивилизации. Это событие, получившее название Firefall (Огненный дождь), отбросило цивилизацию в тёмный период, известный как Девятилетняя зима (Nine Year Winter). В это время многие государства прекратили своё существование, а другие смогли создать новый сильный альянс.
Тем не менее человечество выдержало этот удар и принялось восстанавливать утраченное. Через некоторое время японскими учёными в остатках астероида был обнаружен минерал внеземного происхождения кристит (Crystite). Кристит оказался источником энергии с почти неограниченными возможностями. Вскоре кристит стал основным энергетическим ресурсом человечества и предвещал новый Золотой век.
При прослеживании траектории астероида обнаружилось, что он происходил из звездной системы Альфа Центавра. Специально созданные космические корабли для полета на Альфа Центавра обнаружили там планету с колоссальными запасами кристита и основали на ней колонию Альфа Прайм (Alpha Prime). Были построены дополнительные корабли для постоянного сообщения с колонией.
Так как Земля теперь сильно зависела от поставок кристита с Альфы Прайм, то правительства стали опасаться что колония может отделиться и прекратить поставки кристита. И тут учёными Земли была открыта технология аркфолдинга (arcfolding), пригодная для создания червоточин для перемещения материи на огромные расстояния практически за нулевое время. Также была создана технология энергетического щита, позволяющая живым организмам перенести путешествие через червоточину. На основе данных технологий был построен символ мощи Земли — первый сверхсветовой космический корабль «Арклайт» (Arclight). Однако при старте что-то пошло не так и «Arclight» породил большой разлом в пространстве-времени. Из разлома появился агрессивный энергетический шторм, названный Мелдинг (the Melding, букв. слияние). Мелдинг покрыл практически всю поверхность планеты, оставив только небольшие пригодные для жизни участки. Под воздействием Мелдинга все жизненные формы и даже поверхность Земли подвергаются трансформациям и мутациям. Вскоре человечество было атаковано разумной расой Избранных (Chosen, самоназвание), вышедших из Мелдинга.
Непосредственно действие игры Firefall начинается на Земле в 2233 году, через 55 лет после Огненного дождя.
Игроку предлагается роль одного из выживших людей в битве за очищение Земли от Избранных и Мелдинга.

## Игровой процесс
Firefall предлагает как кооперативную кампанию в большом открытом динамичном мире с сотнями игроков, так и соревновательный мультиплеер с леддерами, турнирами, кланами и лигами.
Игрокам доступна прокачка и добыча снаряжения для расширения своих возможностей.
Класс игрока определяется надетым баттлфреймом (battleframe, механизированный боевой костюм). Персонаж игрока не ограничен одним классом, так как баттлфрейм может быть сменён у специальных терминалов. На текущий момент объявлены 5 баттлфреймов: Штурмовик (Assault), Биотех (Biotech), Разведчик (Recon), Инженер (Engineer), Дредноут(Dreadnaught). Возможности каждого баттлфрейма и оружия могут быть изменены и расширены путём установки различных модулей. Прокачка баттлфреймов идет независимо, таким образом игрок может иметь одновременно несколько баттлфреймов (а для каждого баттлфрейма — несколько схем установки модулей), что позволяет подбирать их в зависимости от ситуации.
Получение оружия и модулей к ним возможно следующими путями:
1. При убийстве монстров и NPC в открытом мире (PvE)
2. При покупке у NPC
3. Как результат крафта

Интересно, что после нескольких стадий бета-теста разработчики решили отказаться от стандартной «уровневой» прокачки в пользу системы, где опыт тратится на покупку конкретных навыков.
Игроки могут присоединяться к армиям (местный эквивалент гильдий), которые могут предоставлять игрокам некоторые преимущества и возможности.
Например, Thumper (тампер), горнодобывающая система, доставляемая с орбиты, позволяет членам армии добывать кристит (точнее, гибриды кристита) в любой точке мира (однако некоторые области значительно прибыльнее других). При работе тампер нуждается в защите, так как производит много шума и привлекает множество враждебных существ.
Мир игры динамичен, в нём постоянно генерируются задания для игроков. Так, в геймплейном видео показаны две такие миссии: добыча обнаруженных запасов кристита тампером и защита города от нападения Избранных. Разработчики обещают, что PvE-режим игры будет оформлен в виде множества динамических событий, формирующих некую общую линию фронта.
Более подробную информацию см.

## Разработка
Разработка игры несколько лет велась в тайне. Впервые она была представлена на выставке Penny Arcade Expo в сентябре 2010 в Сиэтле. На следующей PAX East 2011 любой желающий мог попробовать командный Deathmatch.
9 июля 2013 года игра перешла в открытое бета-тестирование и стала доступна для всех желающих. 29 июля 2014 года состоится выход игры, и она будет распространяться в сервисе цифровой дистрибуции Steam по системе Free-to-play с онлайн-магазином. Проект закрыт студией разработчиком 7 июля 2017 г.

## Отзывы
| Сводный рейтинг | Сводный рейтинг |
| Агрегатор       | Оценка          |
| --------------- | --------------- |
| GameRankings    | 54,80 %         |